# لينا اولسون روزنبرغ
لينا اولسون روزنبرغ (بالنرويجية البوكمول: Lina Olsson Rosenberg)‏ (27 ديسمبر 1971 - ) هي لاعبة كرة يد نرويجية في مركز ظهير ‏. لعبت مع Larvik HK ‏.

## وصلات خارجية
- لينا اولسون روزنبرغ على موقع الاتحاد الأوروبي لكرة اليد (الإنجليزية)
- لينا اولسون روزنبرغ على موقع الاتحاد النرويجي لكرة اليد (النرويجية)